# Liste der Kardinalskreierungen Benedikts XIII.

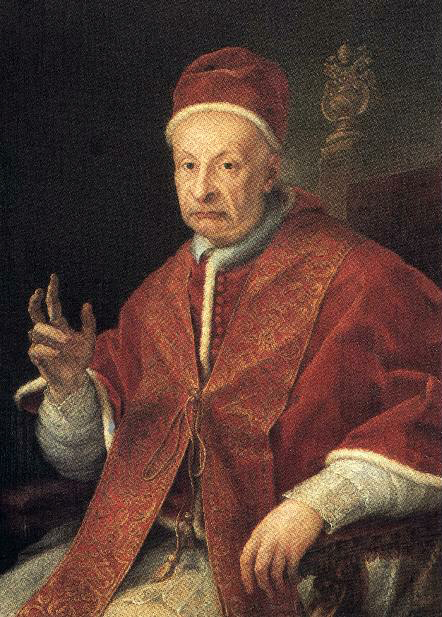
Benedikt XIII.

Im Verlauf seines Pontifikates kreierte Papst Benedikt XIII. 29 Kardinäle in zwölf Konsistorien.

## 11. September 1724
- Giovanni Battista Altieri
- Alessandro Falconieri

## 20. November 1724
- Vincenzo Petra

## 20. Dezember 1724
- Prospero Marefoschi
- Agostino Pipia OP

## 11. Juni 1725
- Niccolò Paolo Andrea Coscia
- Niccolò del Giudice

## 11. September 1726
- André-Hercule de Fleury

## 9. Dezember 1726
- Niccolò Maria Lercari
- Lorenzo Cozza OFM Obs.

- in pectore Angelo Maria Quirini OSB
- in pectore Marco Antonio Ansidei
- in pectore Prospero Lambertini (später Papst Benedikt XIV.)
- in pectore Francesco Antonio Finy
- in pectore Gregorio Selleri OP
- in pectore Antonio Banchieri
- in pectore Carlo Collicola

## 20. November 1727
- als Kardinal veröffentlicht Angelo Maria Quirini OSB

## 26. November 1727
- Diego de Astorga y Cépedes
- Graf Sigismund von Kollonitz
- Philipp Ludwig von Sinzendorf
- João da Motta e Silva

## 26. Januar 1728
- als Kardinal verkündet Francesco Antonio Finy

## 30. April 1728
- Vincenzo Ludovico Gotti OP
- Leandro Porzia OSB
- als Kardinal veröffentlicht Gregorio Selleri OP
- als Kardinal veröffentlicht Antonio Banchieri
- als Kardinal veröffentlicht Carlo Collicola
- als Kardinal veröffentlicht Prospero Lambertini (später Papst Benedikt XIV.)
- als Kardinal veröffentlicht Marco Antonio Ansidei

## 20. September 1728
- Giuseppe Accoramboni
- Pietro Luigi Carafa

## 23. März 1729
- Camillo Cibo

## 6. Juli 1729
- Francesco Scipione Maria Borghese
- Carlo Vincenzo Maria Ferreri Thaon OP

## 8. Februar 1730
- Alamanno Salviati